# Honda CB 750 Four
La Honda 750 Four è una motocicletta prodotta dalla Honda Motor Co. Ltd. dal 1969 al 1978, considerata una delle pietre miliari nel settore delle moto di serie.

## Il contesto
Quando venne presentata, al salone di Tokyo del 1968, presentava un motore a 4 tempi e 4 cilindri in linea da 736 cm³ dotato di distribuzione in testa a catena, era dotata di avviamento elettrico, cambio a 5 rapporti e alimentazione con 4 carburatori Keihin da 28 mm, per una potenza massima di 69 CV a 8.000 giri, che consentiva alla CB di raggiungere i 200 km/h e percorrere i 400 metri da fermo in 13,5 secondi, con velocità d’uscita di oltre 160 orari. La ciclistica vantava un disco anteriore da 290 mm e un tamburo posteriore da 178 mm, cerchi da 19 e 18 pollici con pneumatici 3.25-19 e 4.00-18.
Infine il peso dichiarato era di 239 kg e il serbatoio aveva una capienza di 17 litri un panorama in cui la maggior parte dei modelli di larga produzione presentavano le valvole in testa, ma avevano ancora la distribuzione ad aste e bilancieri. Nel panorama delle maximoto del tempo era l'unica che presentava quel tipo di caratteristiche; le concorrenti più accreditate presentavano dei frazionamenti del motore diversi, le Moto Guzzi V7 Sport, Laverda SF, Ducati 750 GT, Norton Commando e BMW R75/5 presentavano motori a 4 tempi ma bicilindrici, le Kawasaki 750 H2 e Suzuki GT 750 presentavano invece propulsori a 2 tempi.
Non si può dire comunque che questa soluzione tecnica fosse stata né ideata dai tecnici del Sol Levante (la belga FN costruiva moto a 4 cilindri già negli anni dieci), né sviluppata dagli stessi (MV Agusta, Benelli, Ducati e Gilera partecipavano alle competizioni motociclistiche con modelli quadricilindrici e la Moto Guzzi aveva realizzato anche una V8 da corsa già nel 1957). Il merito dei giapponesi fu di industrializzare l'idea: cioè di progettare un sistema di costi e di catene produttive che ne consentisse la realizzazione in serie. Inoltre i tecnici della Honda erano riusciti a risolvere in serie, senza costi stratosferici, tutti i problemi legati a un progetto di tale complessità: accoppiamenti e tolleranze di estrema precisione, scelta di materiali di alta qualità, finanche i problemi legati alla manutenzione e all'assistenza tecnica sul territorio.

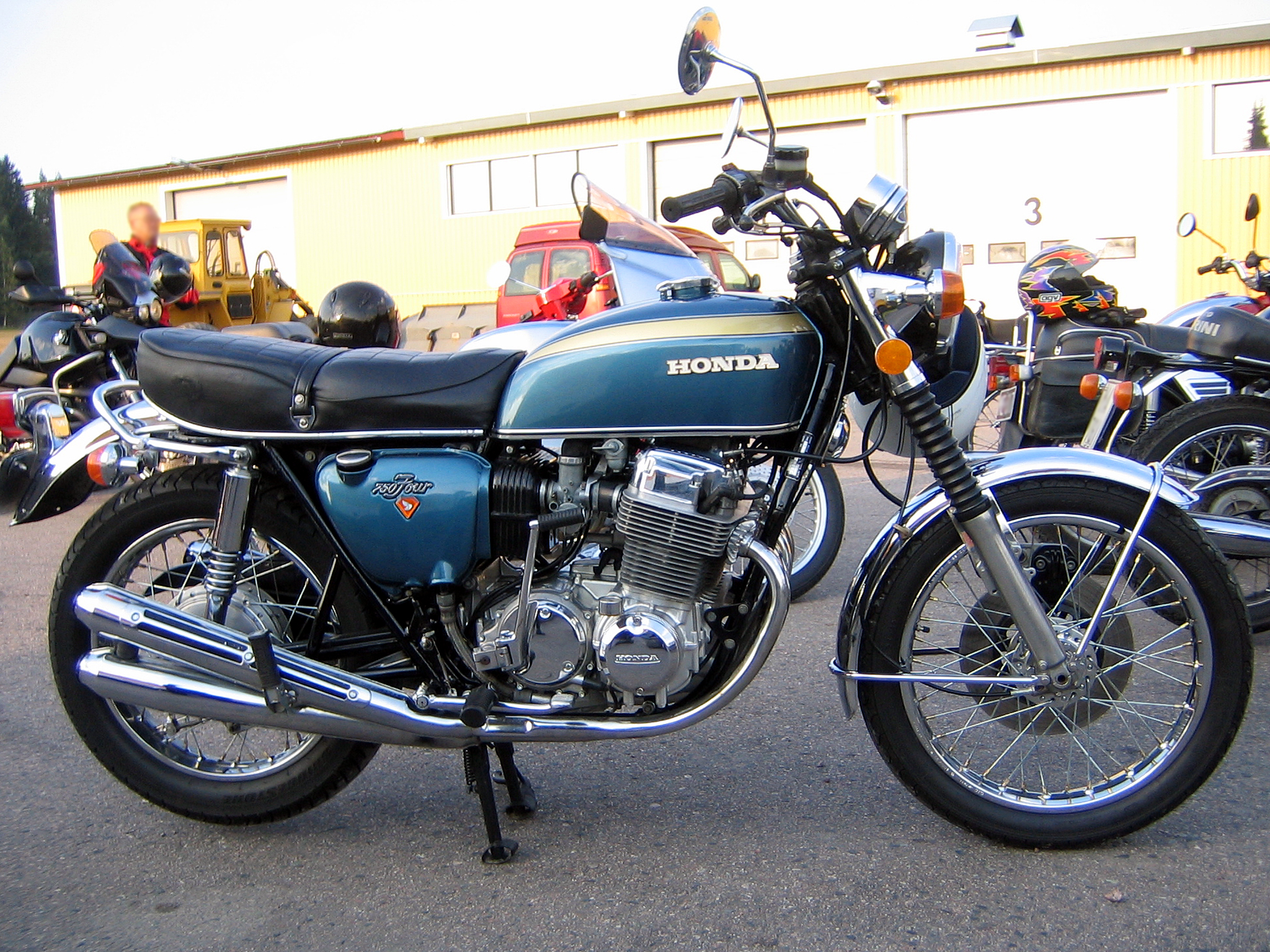
Honda CB 750 Four K1

La Honda Four cominciò ad essere conosciuta come una moto sofisticata, ma che richiedeva poca manutenzione.
Nella prima versione la linea richiamava quella della Honda CB 450 già sul mercato da qualche anno; meccanicamente era dotata di un cambio a 5 rapporti e presentava un'alimentazione con 4 carburatori.
Il mezzo era anche dotato di avviamento elettrico di serie, di una strumentazione completa e di freno a disco all'anteriore; tutte queste caratteristiche erano perlopiù inedite sulla produzione del tempo.
I modelli della Honda 750 Four vanno dalla prima K0 (del 1969), alla K1, K2 e così via, fino alle varie F (F, F2) della fine degli anni '70. la Honda Four, nelle varie cilindrate, è stata venduta in 557.000 esemplari ed è stata sostituita dalla nuova serie dotata di doppio albero a camme.
Dal progetto originale nacque nel 1971 anche una versione di cilindrata ridotta, la Honda CB 500 Four.

## La produzione

### Serie K
| Versione                               | Inizio produzione | Fine produzione | Telai da n. | Motori da n. | Esemplari |
| CB 750-K                               | agosto 1969       | giugno 1970     | 1000001     | E1000001     | 44.400    |
| CB 750-K0                              | giugno 1970       | agosto 1970     | 1044827     | E1044848     | 8.600     |
| CB 750-K1                              | agosto 1970       | novembre 1971   | 1053399     | E1044813     | 77.000    |
| CB 750-K2                              | agosto 1971       | settembre 1972  | 2000001     | E2200001     | 63.500    |
| CB 750-K3                              | settembre 1972    | giugno 1973     | 2263501     | E2263501     | 38.000    |
| CB 750-K4                              | giugno 1973       | maggio 1974     | 2300001     | E2372115     | 60.000    |
| CB 750-K5                              | maggio 1974       | dicembre 1974   | 2500001     | E2300001     | 35.000    |
| CB 750-K6                              | dicembre 1974     | giugno 1976     | 2540001     | E2428762     | 42.000    |
| CB 750-K7                              | giugno 1976       | maggio 1977     | 2700009     | E2700001     | 42.000    |
| CB 750-K8                              | maggio 1977       | maggio 1978     | 2800001     | E3000001     | 36.000    |
| Dati Motociclismo d'Epoca, aprile 2000 |                   |                 |             |              |           |

### Serie F
| Versione                               | Inizio produzione | Fine produzione | Telai da n. | Motori da n. | Esemplari |
| CB 750-F0                              | gennaio 1975      | febbraio 1975   | 100.00.02   | 250.00.04    | 15.000    |
| CB 750-F1                              | marzo 1975        | novembre 1976   | 200.00.03   | 251.50.94    | 44.000    |
| CB 750-F2                              | novembre 1976     | maggio 1977     | 200.00.03   | 260.00.04    | 25.000    |
| CB 750-F3                              | maggio 1977       | maggio 1978     | 220.00.01   | 310.00.01    | 18.400    |
| Dati Motociclismo d'Epoca, aprile 2000 |                   |                 |             |              |           |

### Serie A
| Versione | Inizio produzione | Fine produzione | Telai da n. | Motori da n. | Esemplari |
| CB 750-A0 | dicembre 1975     | settembre 1976  | (1)         | (1)          | 4.100     |
| CB 750-A1 | settembre 1976    | maggio 1977     | (1)         | (1)          | 2.300     |
| CB 750-A2 | maggio 1977       | ottobre 1977    | (1)         | (1)          | 1.700     |
| (1) Numeri di telaio e motore compresi nelle serie "K" e "F", secondo il periodo di produzione Dati Motociclismo d'Epoca, aprile 2000 |                   |                 |             |              |           |